# رامون مونيوث غوتيريز
رامون مونيوث غوتيريز (بالإسبانية: Ramón Muñoz Gutiérrez)‏ هو سياسي مكسيكي، ولد في 1960 في المكسيك. حزبياً، نشط في حزب العمل الوطني.